# Lippia marrubiifolia
Lippia marrubiifolia là một loài thực vật có hoa trong họ Cỏ roi ngựa. Loài này được Reichardt mô tả khoa học đầu tiên năm 1884.